# 베벌리 토드

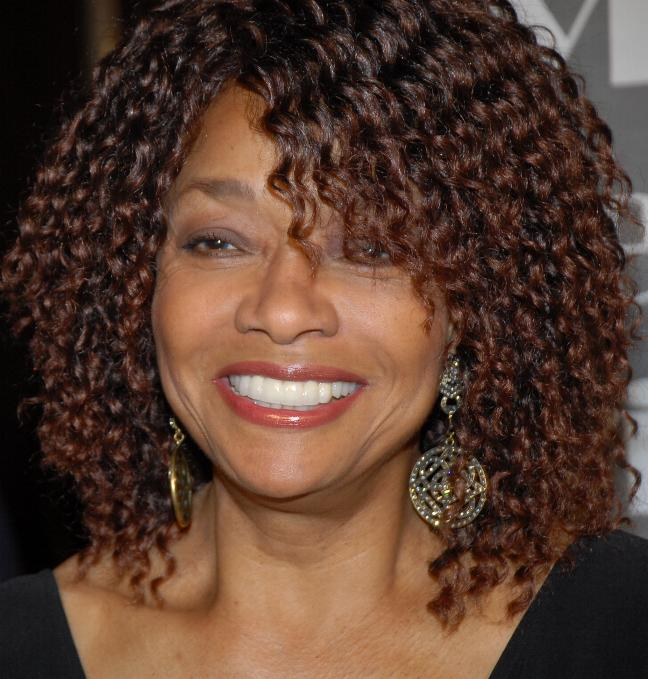

베벌리 토드(Beverly Todd, 1946년 7월 11일 ~ )는 미국의 각본가, 영화 제작자, 배우이다.
시카고에서 태어났다.
토드는 단막극인 줄리 파, 의학박사(1978-79)와 레드 폭스 쇼(1986)에 출연했습니다. 식스 피트 언더(2002-03)에 다시 출연했으며 러브 오브 라이프(1968-70), 데이즈 오브 아워 라이프(2012)를 비롯한 여러 드라마에 출연했습니다. 토드는 2019년부터 9-1-1에서 베아트리스 카터 역을 반복적으로 연기하고 있습니다. 토드는 경력을 쌓는 동안 네 번의 NAACP 이미지 어워드 후보에 올랐습니다.

## 작품 목록
- 드라이브 미 투 베가스 앤 마스 (2018년)
- 테이큰 프럼 미: 더 티파니 루빈 스토리 (2011년)
- 아이 윌 팔로우 (2010년)
- 버킷리스트: 죽기 전에 꼭 하고 싶은 것들 (2007년) - 버지니아 챔버스 역
- 애니멀(영어판) (2005년)
- 크래쉬 (2004년)
- 텐더니스 (1995년)
- 고독한 스승 (1989년)
- 클라라의 비밀 (1988년)
- 이사 대소동 (1988년)
- 맥주 맥주 대소동 (1987년)
- 베이비 붐 (1987년)
- 위험한 관계 (1984, A Touch of Scandal)
- 바이스 스퀘드 (1982년)
- 여교사 (1982년)
- 죽음의 묵시록 (1971년)
- 외로운 추적 (1970년) - 퍼프 역

### 텔레비전
- 뿌리 (1977년)